# Rodjaraeg Wattanapanit
Rodjaraeg Wattanapanit est une militante sociale thaïlandaise qui agit pour la liberté d'expression, contre la censure et pour la défense des droits de l'homme malgré la junte militaire en place dans son pays. 
Elle cofonde une organisation à but non lucratif Creating Awareness for Enhanced Democracy (CAFÉ), située dans une librairie de Chiang Mai qui a pour objectif de faciliter le libre échange des idées. Elle a également cofondé, en 2011, une autre librairie, Re:public, qui organise des rencontres entre les intellectuels et universitaires dans le nord de la Thaïlande. Elle est envoyée à deux reprises en camp militaire pour des sessions d'ajustement d'attitude, mais à l'issue, en 2015, elle rouvre sa librairie.
En 2016, elle reçoit du département d'État des États-Unis, le Prix international de la femme de courage,,.

## Sources de la traduction
- (en) Cet article est partiellement ou en totalité issu de l’article de Wikipédia en anglais intitulé « Rodjaraeg Wattanapanit » (voir la liste des auteurs).